# Thomas Morgenstern
Thomas Morgenstern (n. 30 octombrie 1986, Spittal an der Drau, Carintia, Austria) este un fost săritor cu schiurile austriac. Este dublu campion olimpic la Jocurile Olimpice de iarnă din 2006 de la Torino, în competiția individuală pe trambulina mare și cu echipa, câștigător al Marelui Glob de Cristal al Cupei Mondiale în sezonul 2007-2008 și câștigător al Turneului celor Patru Trambuline în 2011.

## Carieră
A intrat în elita mondială în sezonul 2002/2003, cu prilejul Turneului celor Patru Trambuline. Turneul l-a încheiat pe poziția a șasea, clasându-se pe locul 9 la Oberstdorf, 25 la Garmisch-Partenkirchen, 9 la Innsbruck și 6 la Bischofshofen. La cinci zile de la sfârșitul turneului, a reușit să câștige la Liberec pentru prima oară o etapă de Cupă Mondială. Morgenstern a devenit în februarie 2003, campion mondial de juniori, atât în competiția individuală, cât și în cea pe echipe.
Aceste succese le-a confirmat și în sezonul 2003/2004. În prima etapă a Turneului celor Patru Trambuline a terminat pe locul doi, după cel care va câștiga în final turneul, Sigurd Pettersen. Cu alte trei clasări în primi zece, în etapele de la Garmisch-Partenkirchen, Innsbruck și Bischofshofen, Morgenstern s-a clasat pe poziția a patra la finalul turneului. În februarie, la Campionatul Mondial de juniori de la Stryn, a câștigat medalia de argint. Cupa Mondială a încheiat-o pe locul 6.
În sezonul 2004/2005 s-a clasat pe poziția a treia în Turneul celor Patru Trambuline. La Campionatul Mondial de schi nordic, a câștigat medalia de aur cu echipa, atât pe trambulina mare, cât și pe cea normală, iar Cupa Mondială a încheiat-o pe locul 7.
La Jocurile Olimpice de iarnă din 2006 de la Torino, a devenit campion olimpic cu doar 0,1 puncte în fața compatriotului său Andreas Kofler. Amândoi au surclasat concurența cu lungimile săriturilor lor, 140 m Morgenstern, respectiv 139 m Kofler, în manșa a doua. Câștigătorul medaliei de bronz Lars Bystøl, a încheiat competiția la 26,2 puncte în spatele lui Morgenstern. În competiția pe echipe, Morgenstern a câștigat alături de colegii săi Andreas Widhölzl, Martin Koch și Andreas Kofler medalia de aur pe trambulina mare.
Thomas Morgenstern a câștigat pe 12 martie 2006, cu locurile cinci, doi, unu și trei, turneul nordic, cu 14,5 puncte în fața elvețianului Andreas Küttel.
La Campionatul Mondial de schi nordic din 2007 de la Sapporo, a câștigat medalia de bronz în competiția individuală, pe trambulina normală, și alături de Wolfgang Loitzl, Gregor Schlierenzauer și Andreas Kofler medalia de aur în concursul pe echipe, pe trambulina mare.
La începutul sezonului 2007-2008 al Cupei Mondiale a câștigat primele șase concursuri programate, un record al competiției. În 2011 a câștigat în premieră Turneul celor Patru Trambuline, impunându-se în două dintre cele patru etape, la Oberstdorf și Innsbruck.
Morgenstern a început în 2007 pregătirea pentru a deveni ofițer în cadrul poliției federale austriece.

## Palmares

### Jocurile Olimpice
- Aur, Torino 2006, în competiția individuală pe trambulina mare
- Aur, Torino 2006, cu echipa pe trambulina mare
- Aur, Vancouver 2010, cu echipa pe trambulina mare

### Campionatul Mondial de schi nordic
- Aur, Oberstdorf 2005, cu echipa pe trambulina normală
- Aur, Oberstdorf, 2005, cu echipa pe trambulina mare
- Aur, Sapporo 2007, cu echipa pe trambulina mare
- Bronz, Sappporo 2007, în competiția individuală pe trambulina normală
- Aur, Liberec 2009, cu echipa pe trambulina mare

### Campionatul Mondial de zbor cu schiurile
- Bronz, Planica 2004, cu echipa
- Bronz, Bad Mitterndorf 2006, în competiția individuală
- Aur, Oberstdorf 2008, cu echipa
- Aur, Planica 2010, cu echipa

### Cupa mondială

#### Clasări la final de sezon
- sezon 2002/2003: 20
- sezon 2003/2004: 6
- sezon 2004/2005: 7
- sezon 2005/2006: 5
- sezon 2006/2007: 6
- sezon 2007/2008: 1
- sezon 2008/2009: 7
- sezon 2009/2010: 3
- sezon 2010/2011: 1

#### Etape câștigate
| Data              | Locul         | Țara           |
| ----------------- | ------------- | -------------- |
| 11 ianuarie 2003  | Liberec       | Republica Cehă |
| 10 martie 2006    | Lillehammer   | Norvegia       |
| 1 decembrie 2007  | Kuusamo       | Finlanda       |
| 8 decembrie 2007  | Trondheim     | Norvegia       |
| 9 decembrie 2007  | Trondheim     | Norvegia       |
| 13 decembrie 2007 | Villach       | Austria        |
| 14 decembrie 2007 | Villach       | Austria        |
| 22 decembrie 2007 | Engelberg     | Elveția        |
| 30 decembrie 2007 | Oberstdorf    | Germania       |
| 2 februarie 2008  | Sapporo       | Japonia        |
| 3 februarie 2008  | Sapporo       | Japonia        |
| 8 februarie 2008  | Liberec       | Republica Cehă |
| 6 ianuarie 2010   | Bischofshofen | Austria        |
| 16 ianuarie 2010  | Sapporo       | Japonia        |
| 4 decembrie 2010  | Lillehammer   | Norvegia       |
| 5 decembrie 2010  | Lillehammer   | Norvegia       |
| 17 decembrie 2010 | Engelberg     | Elveția        |
| 18 decembrie 2010 | Engelberg     | Elveția        |
| 29 decembrie 2010 | Oberstdorf    | Germania       |
| 3 ianuarie 2011   | Innsbruck     | Austria        |

#### Clasări de podium
1. Cehia Liberec – 11 ianuarie 2003 (locul 1)
2. Germania Oberstdorf – 29 decembrie 2003 (locul 2)
3. Cehia Liberec – 10 ianuarie 2004 (locul 2)
4. Finlanda Kuusamo – 28 noiembrie 2004 (locul 2)
5. Elveția Engelberg – 18 decembrie 2004 (locul 2)
6. Germania Garmisch-Partenkirchen – 1 ianuarie 2005 (locul 2)
7. Germania Titisee-Neustadt – 22 ianuarie 2005 (locul 3)
8. Japonia Sapporo – 5 februarie 2005 (locul 2)
9. Japonia Sapporo – 6 februarie 2005 (locul 3)
10. Italia Pragelato – 11 februarie 2005 (locul 3)
11. Finlanda Lahti – 6 martie 2005 (locul 3)
12. Polonia Zakopane – 29 ianuarie 2006 (locul 3)
13. Germania Willingen – 4 februarie 2006 (locul 2)
14. Finlanda Kuopio – 7 martie 2006 (locul 2)
15. Norvegia Lillehammer – 10 martie 2006 (locul 1)
16. Norvegia Oslo/Holmenkollen – 12 martie 2006 (locul 2)
17. Norvegia Lillehammer – 2 decembrie 2006 (locul 3)
18. Austria Innsbruck – 4 ianuarie 2007 (locul 2)
19. Norvegia Vikersund – 13 ianuarie 2007 (locul 2)
20. Germania Oberstdorf – 27 ianuarie 2007 (locul 2)
21. Finlanda Kuopio – 13 martie 2007 (locul 3)
22. Finlanda Kuusamo – 1 decembrie 2007 (locul 1)
23. Norvegia Trondheim – 8 decembrie 2007 (locul 1)
24. Norvegia Trondheim – 9 decembrie 2007 (locul 1)
25. Austria Villach – 13 decembrie 2007 (locul 1)
26. Austria Villach – 14 decembrie 2007 (locul 1)
27. Elveția Engelberg – 22 decembrie 2007 (locul 1)
28. Elveția Engelberg – 23 decembrie 2007 (locul 3)
29. Germania Oberstdorf – 30 decembrie 2007 (locul 1)
30. Austria Bischofshofen – 5 ianuarie 2008 (locul 2)
31. Austria Bischofshofen – 6 ianuarie 2008 (locul 3)
32. Italia Predazzo – 13 ianuarie 2008 (locul 2)
33. Polonia Zakopane – 25 ianuarie 2008 (locul 3)
34. Polonia Zakopane – 27 ianuarie 2008 (locul 2)
35. Japonia Sapporo – 2 februarie 2008 (locul 1)
36. Japonia Sapporo – 3 februarie 2008 (locul 1)
37. Cehia Liberec – 8 februarie 2008 (locul 1)
38. Canada Vancouver – 24 ianuarie 2009 (locul 2)
39. Japonia Sapporo – 31 ianuarie 2009 (locul 2)
40. Norvegia Lillehammer – 5 decembrie 2009 (locul 2)
41. Elveția Engelberg – 18 decembrie 2009 (locul 3)
42. Germania Oberstdorf – 29 decembrie 2009 (locul 3)
43. Austria Bischofshofen – 6 ianuarie 2010 (locul 1)
44. Japonia Sapporo – 16 ianuarie 2010 (locul 1)
45. Polonia Zakopane – 22 ianuarie 2010 (locul 3)
46. Polonia Zakopane – 23 ianuarie 2010 (locul 3)
47. Finlanda Lahti – 7 martie 2010 (locul 3)
48. Finlanda Kuusamo – 28 noiembrie 2010 (locul 2)
49. Norvegia Lillehammer – 4 decembrie 2010 (locul 1)
50. Norvegia Lillehammer – 5 decembrie 2010 (locul 1)
51. Elveția Engelberg – 17 decembrie 2010 (locul 1)
52. Elveția Engelberg – 18 decembrie 2010 (locul 1)
53. Elveția Engelberg – 19 decembrie 2010 (locul 2)
54. Germania Oberstdorf – 29 decembrie 2010 (locul 1)
55. Austria Innsbruck – 3 ianuarie 2011 (locul 1)
56. Austria Bischofshofen – 6 ianuarie 2011 (locul 2)